# 강용준 (소설가)
강용준(姜龍俊, 1931년 11월 29일 ~ 2014년 9월 21일)은 대한민국의 소설가이다.
황해도 안악 출생이며, 진남포 공업 전문 학교를 거쳐 평양 사대에 재학 중 한국전쟁 때 북한군으로 참전하여 거제도, 광주 등지에서 3년간 포로생활을 하였다. 1958년 단편 〈철조망〉으로 제1회 《사상계》 신인문학상을 수상하여 등단했다. 주요 작품으로 《악령》, 《태양을 닮은 투혼》, 《밤으로의 긴 여로》, 《광인 일기》, 《입소기》, 《흑염(黑焰)》 등이 있다. 전후의 혼란한 사회상황을 생생한 체험을 통해 그려내면서 인간의 극한 상황을 휴머니즘적으로 다룬 작가로 평가되고 있다.

## 생애
저자 강용준(姜龍俊, 1931∼2014)은 황해도 안악(安岳)군 용문(龍門)면 매화(?花)리에서 부 강성직(姜聖稷)과 모 이한호(李漢湖)의 3남매 중 장남으로 태어났다. 독실한 가톨릭 집안에서 태어난 작가는 교명(敎名) 루도비코로 영세를 받았다. 3, 4세 때 신천(信川)읍으로 이사했다. 6세 때 부모와 헤어져 고향 안악으로 돌아와 조부 및 백부 밑에서 성당 소속의 유치원에 1년 다녔다. 다음 해 신천의 가족들도 모두 고향으로 솔가해 왔다. 성당 소속의 봉삼(奉三)초등학교에 들어갔다.
안악중학교, 안악고등학교, 진남포(鎭南浦)공업전문학교 등을 거쳐, 1950년 평양사범대학에 재학 중 한국전쟁이 발발해 그해 7월 인민군 보충병으로 징집되었다. 이후 유엔군의 포로가 되어 부산 동래, 거제도 고현리, 광주 사월산 등지에서 만 3년간 수용소 생활을 했다.
1953년 6월 18일 반공 청년 석방일에 사월산 수용소에서 철조망을 뚫고 탈출해, 이후 전남 함평군 대동면 용성리에서 약 3개월간 기식하다가 부산으로 옮겨 부두 노동 등을 하며 전전했다.
1954년 10월 2일 공병 소위(工兵少尉)로 임관해, 경북 영천 1205건설공병단 508철교중대 소대장으로 부임했다. 1958년 오용숙(吳龍淑)과 경북 영천에서 결혼했다.
1960년 7월 ＜사상계(思想界)＞ 제1회 신인문학상에 ＜철조망(鐵條網)＞이 당선되어 문단에 데뷔, 본격적인 작품 활동을 시작했다. 1963년 3월 31일 강원도 홍천에서 수도사단 공병대대 중대장으로 복무 중 전역했다. 출판협회 임시직으로 잠시 근무하기도 했다.
1964년 사상계사에 입사해 1966년 퇴사했고, 이어 한국해외개발공사 공보실에 근무하다 1968년 퇴사했다. 같은 해, 장편 ≪태양(太陽)을 닮은 투혼(鬪魂)≫을 간행하고 단편 ＜악령(惡靈)＞을 발표했다. 1969년 장편 ≪밤으로의 긴 여로(旅路)≫를 간행하고, 1970년 중편 ＜광인일기(狂人日記)＞를 발표했다. 1971년 ＜광인일기＞로 한국일보사 제정 제4회 한국창작문학상을 수상했다. 같은 해 장편 ≪사월산≫ 연재를 시작했다.
1972년 ＜광인일기＞가 일본 ＜요미우리신문(讀賣新聞)＞에 ‘세계 10대 소설’로 선정되어 전면에 소개되었고, 장편 ≪흑염(黑焰)≫ 연재를 시작했다. 1973년 단편 ＜비가(悲歌)＞를 발표하고 장편 ≪탈주자들≫을 연재했다. 1974년 창작집 ≪광인일기≫를 간행했다.
1976년 ≪밤으로의 긴 여로≫로 제1 회 반공문학상대통령상을 받았다. 1977년 창작집 ≪거도(巨盜)≫를, 1979년 장편 ≪가랑비≫를 간행했다. 1980년 장편 ≪사월산≫ ≪꼬르넷을 벗은 수녀(修女)≫를 간행하고 장편 ≪천국으로 이르는 길≫을 연재했다.
이후 15년 동안 ≪천국으로 이르는 길≫, ≪무정≫, ≪멀고 긴 날들과의 만남≫, ≪어느 수녀의 수기≫, ≪바람이여 산이여≫, ≪검은 장갑의 부루스≫, ≪낯설은 방≫, ≪파도 너머 저쪽≫, ≪탄≫, ≪광야≫ 등 다수의 장편을 상재하고, 중편집 ≪나성에서 온 사내≫와 작품집 ≪아버지≫를 간행하는 등 왕성한 창작 활동을 펼쳤다. 1988년 ≪바람이여 산이여≫로 한국문학 작가상을, 1996년에는 ≪광야≫로 한무숙 문학상을 수상했다.